# Guido Santórsola
Guido Santórsola (Canosa di Puglia, Apulia, 18 de noviembre de 1904 - Montevideo, 24 de septiembre de 1994) fue un músico, compositor, director de orquesta y profesor brasileño nacido en Italia y radicado en Uruguay. Su esposa fue la pianista Sarah Bourdillon.

## Biografía
Nació en Canosa di Puglia, en la región de Apulia, Italia, y a los cinco años su familia se estableció en São Paulo, Brasil, donde inició su formación en violín y armonía con el violinista Zaccaria Autuori, hijo del primer clarinetista de la Orquesta Sinfónica del Teatro Municipal de São Paulo. Ingresó al Conservatorio Dramático y Musical de São Paulo y recibió una beca del gobierno brasileño para continuar sus estudios en Nápoles y Londres.
Fundó en 1924 el Instituto Musical Brasilero y el Cuarteto Paulista. Después de una gira como violinista por varios países de Europa, regresó en 1925 a Brasil donde fue primer violinista de las orquestas sinfónicas de São Paulo y Río de Janeiro, además de presentarse como solista.
En 1931 la Orquesta Sinfónica del Sodre (OSSODRE) de Uruguay lo contrató como viola solista y luego como director de orquesta. En 1941 se casó con la pianista uruguaya Sarah Bourdillon. A partir de 1942 dirigió como invitado orquestas argentinas y brasileñas, entre ellas la Orquesta de la Radio Nacional de Río de Janeiro, la de Buenos Aires y la sinfónica de la Universidad de Cuyo. Fundó la orquesta de cámara de la Asociación Uruguaya de Cultura Artística y la dirigió. Realizó giras por Europa difundiendo la obra de autores uruguayos.
Fue docente de varias disciplinas musicales en la Escuela Normal de Música de Montevideo, fundada por Aurora y Sarah Bourdillon. Dictó clases de violín, viola, armonía, contrapunto, fuga, sintaxis musical, composición e interpretación. En los cursos de especialización de esta escuela estudiaron importantes músicos de varios países. Impartió cursos en Brasil, Estados Unidos, Alemania, Austria, España e Italia.

## Obras
Pueden distinguirse tres períodos en su obra como compositor. El primero, de 1926 a 1944, tiene como característica la presencia de ritmos brasileños: Romanza para violín y piano (1926) Imperio Burlesco para violín y piano, Concierto para viola, viola de amor, con coro y orquesta (1933), Cinco preludios para piano (1936), Agonía (1937) para contralto y orquesta, Concertino para guitarra y orquesta (1943), entre otras.  Dentro de este período, en 1935 escribe las "Cinco Imágenes Musicales", inspiradas en el libro "Axiomas" del filósofo Carlos Bernardo González Pecotche, y "Duérmete Pequeño" con versos de Carolina Olave Barbot. Uniendo "Passos Perdidos na Sombra", forma "Ocho Canciones" para Canto y Orquesta.
El segundo período, de 1945 a 1961, refleja la influencia del nacionalismo musical uruguayo, a partir de haberse radicado en este país. La obra más importante de este período es Cantata a Artigas (1965) para coro femenino y orquesta. También escribió los himnos departamentales de Artigas, Canelones, Lavalleja y Treinta y Tres, además de choros, cuartetos, estudios sinfónicos, sonatas, suites, etc. 
En el tercer período prevalece el contrapunto y tiene como principales obras a Concierto para dos guitarras y orquesta, Concierto para 2 bandoneones y orquesta, Dos imágenes sonoras, Ensueño para guitarra y piano, dos Sinfonías para gran orquesta en cuatro movimientos y Preludio, Aria y Finale (su última obra).
Su obra incluye música de cámara, madrigales, himnos, instrumentaciones y música para canto, violín, piano, guitarra, etc.